# Myall-Creek-Massaker
Als Myall-Creek-Massaker wird das Massaker an 28 Aborigines am 10. Juni 1838 in der Nähe der Myall Creek Station bei Bingara im australischen Bundesstaat New South Wales bezeichnet. Die Täter waren weiße Australier. Sieben der zwölf Beteiligten wurden wegen Mordes verurteilt. Es war das erste Mal, dass Weiße nach britischem Recht für Verbrechen an Aborigines bestraft wurden, so dass das Urteil historische Bedeutung hat.

## Tathergang
Am 10. Juni 1838 kam eine Gruppe von zwölf australischen Siedlern an der Myall Creek Station an und erklärten einem dort Angestellten, dass sie die Absicht hätten, jeden Aborigine, den sie finden würden, zu töten. Es handele sich dabei um eine Vergeltung für Viehdiebstähle, die von Angehörigen dieser Volksgruppe angeblich begangen worden seien. Aus einer Gruppe von 40 bis 50 Aborigines, die in der Region campierten, trieben die Männer 28 Personen, vor allem Frauen und Kinder, zusammen. Etwas später hörten Zeugen Schüsse. Alle 28 Menschen wurden getötet, einige Frauen waren vorher vergewaltigt worden. Am 11. Juni verbrannten die Täter die Leichen ihrer Opfer.
Der Leiter der Farm, der während der Tat nicht anwesend war, entdeckte Tage später die verbrannten Leichen und meldete den Vorfall dem Magistrat in Muswellbrook, Captain Edward Day. Dieser gab die Mitteilung weiter, die schließlich bis zum Gouverneur des Bundesstaates, George Gipps, gelangte. Erst im Juli schickte Gipps eine Gruppe berittener Polizisten zur offiziellen Untersuchung des Massakers zum Tatort. Sie fanden Knochen, Schädel und Skelettteile von mindestens 28 Personen. Nach 47 Tagen wurden elf der Täter ausfindig gemacht, der Anführer namens John Fleming wurde jedoch nicht gefunden.

## Urteil
Das Gerichtsverfahren begann im November 1838. Am 30. November wurden sieben der Männer schuldig gesprochen. Das Urteil am 5. Dezember lautete auf Hinrichtung durch den Galgen. Es wurde am 7. Dezember vom Executive Council bestätigt und am 18. Dezember vollstreckt.

## Folgen
Der Fall erregte beträchtliches öffentliches Aufsehen, auch in den Medien, wobei es auch Stimmen gab, die für die Täter sprachen. So hieß es zum Beispiel in einem Artikel des Sydney Morning Herald: „the whole gang of black animals are not worth the money the colonists will have to pay for printing the silly court documents on which we have already wasted too much time“ (dt.: die ganze Bande der schwarzen Tiere ist das Geld nicht wert, das es die Kolonisten kosten wird, um die lächerlichen Gerichtsberichte zu drucken, mit denen wir bereits zu viel Zeit verschwendet haben.)
Fleming, der Anführer der Mörder, wurde nie gefasst. Er soll später angeblich für weitere Massaker in den Liverpool Plains und der Region von New England verantwortlich gewesen sein. 
Einer der nicht verurteilten Täter, John Blake, beging im Jahr 1852 Selbstmord.
Im Jahr 2000 wurde am damaligen Tatort ein Denkmal für die Opfer des Massakers aufgestellt, bestehend aus einem Granitblock. Jedes Jahr findet dort eine Gedenkfeier für die Opfer statt. Im Januar 2005 wurde das Denkmal vandaliert, wobei die auf dem Gedenkstein stehenden Worte „Mörder“, „Frauen“ und „Kinder“ unleserlich gemacht wurden.

## Nationales Denkmal
Seit dem 7. Juni 2008 sind 23 ha des Geländes, auf dem das Massaker stattfand, von der australischen Bundesregierung in die Australian National Heritage List als nationales Denkmal eingetragen worden. Die Regierung betonte in ihrer Erklärung durch Peter Garrett, Minister für Environment and Heritage and the Arts, dass ein Massaker an Aborigines erstmals in der Geschichte Australiens zu einer Verurteilung von Weißen führte.